# هونکسه
هونکسه (به آلمانی: Hünxe) یک شهر در آلمان است که در Wesel واقع شده‌است. هونکسه ۱۳٬۷۱۹ نفر جمعیت دارد.